# Takanori Nagase

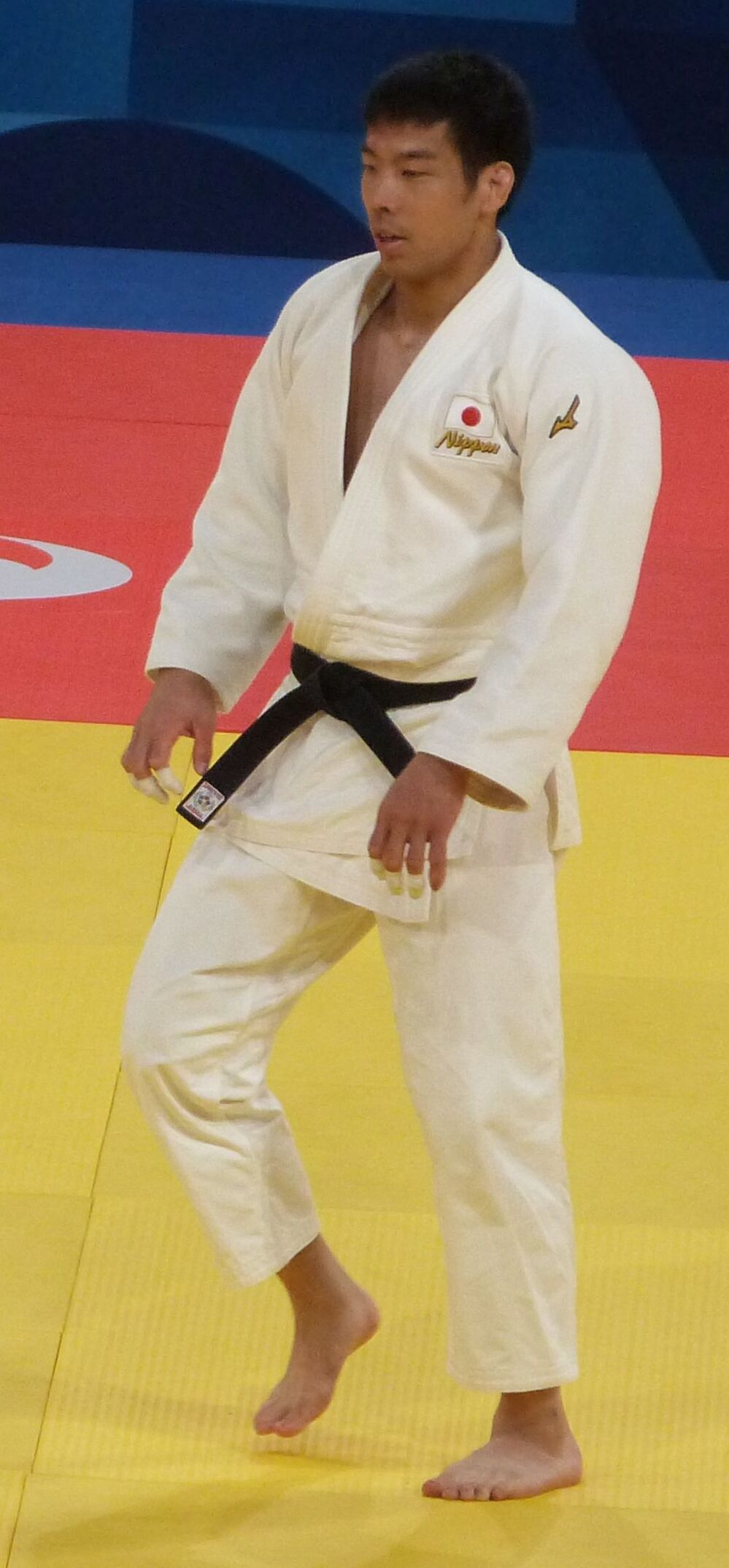
Takanori Nagase (2024)

Takanori Nagase (jap. 永瀬貴規, Nagase Takanori; * 14. Oktober 1993 in Nagasaki) ist ein japanischer Judoka. Er war 2015 Weltmeister sowie 2021 und 2024 Olympiasieger im Halbmittelgewicht, der Gewichtsklasse bis 81 Kilogramm.

## Sportliche Karriere
Der 1,81 m große Nagase siegte 2012 bei den U20-Asienmeisterschaften. Bei der Universiade 2013 in Kasan siegte er sowohl im Halbmittelgewicht als auch mit dem japanischen Team in der Mannschaftswertung. 2014 belegte er bei den Weltmeisterschaften in Tscheljabinsk nach Niederlagen gegen den Georgier Awtandil Tschrikischwili und den Franzosen Loïc Pietri den fünften Platz, die japanische Männer-Mannschaft gewann die Teamweltmeisterschaft. Ein Jahr später bei den Weltmeisterschaften in Astana besiegte er im Halbfinale Awtandil Tschrikischwili und im Finale Loïc Pietri. Die japanische Männer-Mannschaft verteidigte ihren Titel vom Vorjahr. Bei den Olympischen Sommerspielen 2016 in Rio de Janeiro unterlag Nagase im Viertelfinale dem für die Vereinigten Arabischen Emirate startenden Sergiu Toma. In der Hoffnungsrunde besiegte er den Kanadier Antoine Valois-Fortier und im Kampf um die Bronzemedaille Awtandil Tschrikischwili. Bei den Weltmeisterschaften 2017 in Budapest schied Nagase im Achtelfinale gegen den Usbeken Davlat Bobonov aus. 2019 gewann Nagase die Grand-Slam-Turniere in Brasilia und in Osaka. Bei den Olympischen Spielen in Tokio bezwang er im Halbfinale den Belgier Matthias Casse und im Finale den für die Mongolei antretenden Saeid Mollaei. In den Jahren nach seinem Olympiasieg erkämpfte Nagase jeweils eine Bronzemedaille bei den Weltmeisterschaften 2022 in Taschkent sowie den Weltmeisterschaften 2023 in Doha. Bei den Olympischen Spielen 2024 in Paris erreichte Nagase das Finale und besiegte dort den Georgier Tato Grigalaschwili.